# Reimer Böge
Reimer Böge (ur. 18 grudnia 1951 w Hasenmoor) – niemiecki polityk i rolnik, wieloletni poseł do Parlamentu Europejskiego.

## Życiorys
Z wykształcenia inżynier rolnictwa, ukończył w 1976 studia na Uniwersytecie Chrystiana Albrechta w Kilonii. W 1975 podjął własną działalność w zakresie rolnictwa. Od 1977 do 1980 pełnił funkcję przewodniczącego Europejskiej Rady Młodych Rolników. W 2001 stanął na czele zrzeszenia niemieckich hodowców zwierząt.
Wstąpił do Unii Chrześcijańsko-Demokratycznej, w 1989 został członkiem zarządu krajowego CDU. W 1997 objął stanowisko wiceprzewodniczącego partii w regionie Szlezwik-Holsztyn.
W 1989 z listy chadeków uzyskał po raz pierwszy mandat deputowanego do Parlamentu Europejskiego. Skutecznie ubiegał się o reelekcję w kolejnych wyborach w 1994, 1999, 2004, 2009 i 2014. Od 1996 do 1997 był przewodniczącym komisji śledczej ds. BSE. Pełnił też funkcję wiceprzewodniczącego Komisji Budżetowej i stałego sprawozdawcy ds. finansowania rozszerzenia Unii Europejskiej.
Odznaczony Krzyżem Zasługi na Wstędze i Krzyżem Zasługi I Klasy Orderu Zasługi Republiki Federalnej Niemiec.